# カワサキ・ニンジャZX-25R
ニンジャZX-25R（Ninja ZX-25R ニンジャ ゼットエックス・トゥエンティファイブ・アール）は、カワサキモータースが生産している250 ccのオートバイである。

## 概要
ニンジャZX-25Rは、2019年の東京モーターショーで初披露された250 cc 4気筒のオートバイである。250 cc 4気筒のオートバイは約30年ぶりの新車であることから、東京モーターショーでの出展は驚きをもって迎えられた。カワサキの250 cc 4気筒のオートバイは2007年まで生産されたバリオスII以来、スポーツタイプではZXR250R以来である。ちなみにバリオスIIは日本のオートバイメーカーのうち最後まで生産されていた250 cc 4気筒のオートバイであった。
ニンジャZX-10Rを長兄としてニンジャZX-25Rは末弟にあたり、デザインはカワサキのスポーツタイプのオートバイと共通。「SCREAMING IN-LINE 4 POWER」を惹句とし、4気筒エンジンの高回転型エンジンとサウンドが特徴である。
新設計のトレリスフレームで支えられるエンジンは50 PS、ラムエア過給で51 PSを発揮。スイングアームはロングスイングアームを採用。右側のスイングアームは湾曲させることによりサイレンサーはショート型にできマスの集中化に寄与している。ZX-25Rには3種のグレードのSTD (スタンダード)、SE (エスイー)、SE KRT EDITION (エスイー・ケイアールティー・エディション)が用意され、装備においてはLEDヘッドライト、ラムエア過給、パワーモード、トラクションコントロール、ラジアルマウント式ブレーキキャリパー、ハザードランプスイッチは全グレード装備、SEおよびSE KRT EDITIONにはUSB電源ソケット、スモークのウインドシールド、フレームスライダー、ホイールリムテープが標準装備され、なおかつ250 ccクラスでは初となるクイックシフターも標準装備される（STD仕様はすべてオプション）。
2020年7月10日にインドネシアにて先行発表され、日本でも同年9月10日に発売されることが発表された。なお日本仕様は45 PSに抑えられる(ラムエア加圧時は46 PS)。ニンジャZX-25Rは現行車種で唯一の250 cc 4気筒エンジン搭載のオートバイである。
2021年9月10日、2022年モデルを発表した。STDは「メタリックスパークブラック」を継続。SEは新色「メタリックマットグラフェンスチールグレー×メタリックスパークブラック」を採用。SE KRT EDITIONは「ライムグリーン×エボニー」のグラフィックデザインを変更。スペックと外装には変更はない。